# Антоновка (Новоодесский район)
Анто́новка (укр. Антонівка) — село в Новоодесском районе Николаевской области Украины.
Основано в 1791 году. Население по переписи 2001 года составляло 594 человек. Почтовый индекс — 329154. Телефонный код — 5167. Занимает площадь 0,423 км².

## География
Село расположено на правом берегу реки Громоклея. 

## Местный совет
56630, Николаевская обл., Новоодесский р-н, с. Антоновка, ул. Центральная, 17а